# Lode
Lode – wieś w Anglii, w hrabstwie Cambridgeshire, w dystrykcie East Cambridgeshire. Leży 9 km na północny wschód od miasta Cambridge i 86 km na północ od Londynu. W 2001 miejscowość liczyła 892 mieszkańców.
Nazwa wioski pochodzi od jej położenia na południowym krańcu kanału (Lode) Bottisham, który łączy ją z rzeką Cam. Lode to sztuczny kanał wodny używany do osuszania mokradeł. 
Lode obejmuje także na wschodzie mniejszą osadę Long Meadow. Parafia Lode została oddzielona od parafii Bottisham w 1894 r.
W Lode mieści się Anglesey Abbey - ogromna XII-wieczna posiadłość z 400 hektarowym założeniem parkowo-ogrodowym. Niegdyś siedziba opactwa Augustianów a po Pielgrzymce łaski przebudowana w dom w stylu jakobińskim (1595). Główną atrakcją dla zwiedzających są wyjątkowe ogrody o powierzchni 400 hektarów.

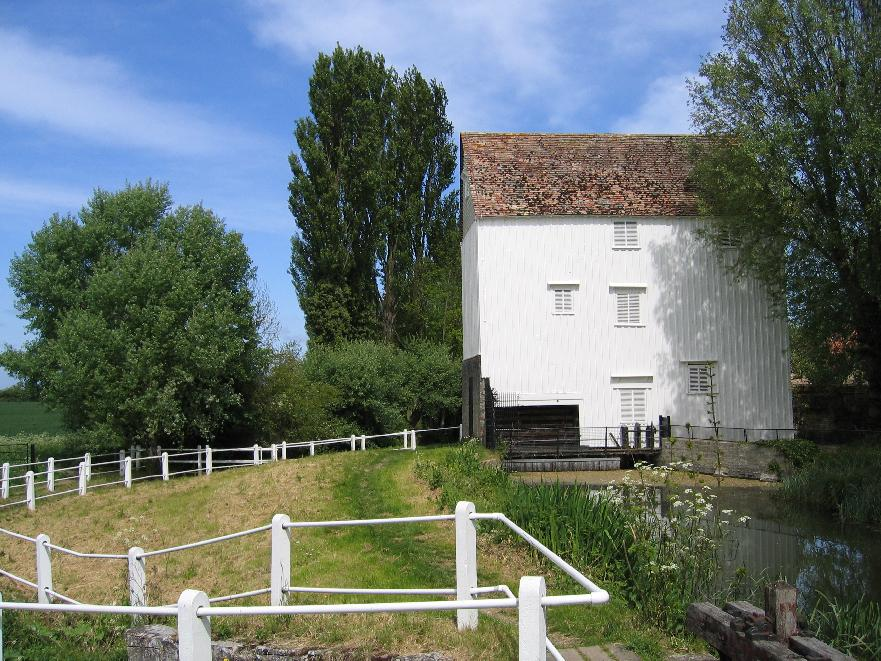
Młyn wodny w Anglesey Abbey

Założenie parkowe w stylu XVIII-wiecznym dzieli przestrzeń na kilka alej spacerowych, punkty widokowe oraz ogrody ze stojącymi  posągami i kwietnikami. Znajdują się tam m.in. ogród różany, daliowy, zielny, hiacyntowy, ogród Narcyza (z posągiem Narcyza), ogród zimowy, łąka naturalna, stawy i oczka wodne. Budynki  mieszczą obecnie sale z ogromną biblioteką, kolekcją gobelinów, zegarów oraz galerią malarstwa angielskiego począwszy od XVIII wieku. Częścią założenia jest również Lode Mill, odnowiony i pracujący młyn wodny z XVIII wieku.